# Алино
А́лино (болг. Алино) — село в Софійській області Болгарії. Входить до складу общини Самоков.

## Населення
За даними перепису населення 2011 року у селі проживала 271 особа.
Національний склад населення села:
| Національність   | Кількість осіб | Відсоток |
| ---------------- | -------------- | -------- |
| болгари          | 264            | 98,5%    |
| турки            | 0              | 0%       |
| цигани           | 0              | 0%       |
| інша             | 4              | 1,5%     |
| не визначились   | 0              | 0%       |
| Всього відповіли | 268            |          |

Розподіл населення за віком у 2011 році:
Динаміка населення: